# Carne de Bovino Cruzado dos Lameiros do Barroso
A Carne de Bovino Cruzado dos Lameiros do Barroso IGP é um produto de origem portuguesa com Indicação Geográfica Protegida pela União Europeia (UE) desde 22 de novembro de 2002.

## Agrupamento gestor
O agrupamento gestor da indicação geográfica protegida "Carne de Bovino Cruzado dos Lameiros do Barroso" é a Cooperativa Agrícola dos Produtores de Batata para Semente de Montalegre, CRL..